# Cuphodes profluens
Cuphodes profluens là một loài bướm đêm thuộc họ Gracillariidae. Nó được tìm thấy ở Úc, Ấn Độ (Bihar) và Pakistan.
Ấu trùng ăn Acacia nilotica. Chúng có thể ăn lá nơi chúng làm tổ.